# L'Invention collective

L'Invention collective est une revue surréaliste publiée en 1940 à Bruxelles. 

## Historique
L'Invention collective, « revue paraissant tous les deux mois », est fondée en 1940 à Bruxelles par René Magritte et Raoul Ubac. Il est précisé sur la couverture : « adresser la correspondance à Raoul Ubac, 66 rue Vandernoot » (Molenbeek-Saint-Jean).
La revue connaît deux numéros, en février et avril. L'invasion de la Belgique par l'armée allemande le 10 mai 1940 met fin à son activité, Agui (Agathe) et Raoul Ubac quittant Bruxelles avec Magritte pour Carcassonne où les rejoignent Louis Scutenaire et Irène Hamoir.
Le nom de la revue reprend le titre, donné par Paul Nougé, d'une peinture de Magritte datant de 1935.

## Premier numéro

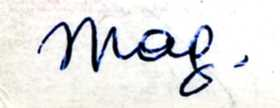
Signature de Magritte pour ses amis.

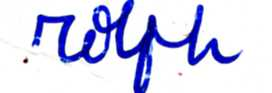
Signature d'Ubac pour ses amis

Le premier numéro de la revue rassemble des textes d'Achille Chavée, Marcel Lecomte, Louis Scutenaire qui signe alors Jean Scutenaire, Marcel Mariën et Fernand Dumont.
Les illustrations sont de Pol Bury, Paul Delvaux, Marcel-G. Lefrancq, René Magritte, Armand Simon, Raoul Ubac et Louis Van De Spiegele.
Collaborent ainsi à ce numéro des membres des deux groupes surréalistes de Belgique, le groupe de Bruxelles (Lecomte, Scutenaire, Mariën, Magritte, Ubac),  et celui du Hainaut (Bury, Chavée, Dumont,  Lefranc,  Simon,  Van De Spiegele).
Dans une lettre de décembre 1939 Magritte avait adressé à Scutenaire un projet de texte « comme déclaration » destiné à ce premier numéro, en lui proposant de « quand même broder sur ce thème ou sur un autre ». Une « circulaire » datée du 17 décembre, signée par Chavée, Magritte, Mariën et Scutenaire, est le premier jet de l'annonce, en janvier 1940, de la publication de la revue, suivie d'un prospectus : « [...] Avant tout, ce qu'il nous importe de garder intact c'est cet état d'esprit que le surréalisme aura créé sous forme de précipité poétique [...] En publiant cette revue, nous pensons rompre le silence auquel la guerre contraint nos amis anglais et français. En Belgique, il nous reste quelques chances de nous faire entendre. [...] »

## Second numéro
Le second numéro de la revue rassemble des textes de Pierre Mabille, André Breton, Irène Hamoir, Paul Magritte, Marcel Mariën, René Magritte, Jean Scutenaire, Achille Chavée, Raoul Ubac, Marcel Lecomte.
Les illustrations sont de Pol Bury, Paul Delvaux, Marcel-G. Lefrancq, René Magritte, Georges Mariën, Raoul Ubac et Louis Van De Spiegele.
L'original du dessin de Magritte pour la couverture du numéro fait partie des nombreuses œuvres du peintre figurant dans le legs « Irène Scutenaire-Hamoir » aux Musées royaux des Beaux-Arts de Belgique .
Le texte de Louis Scutenaire intitulé Léon Forton est repris dans Louis Scutenaire, Plein Chant no 33-34, Bassac, novembre 1986-janvier 1987, p. 131-132.
À la dernière page de ce second numéro est annoncé la parution d'un troisième pour le 1er juin 1940. L'invasion de la Belgique par l'armée allemande ne le permettra pas.
En 1979 Marcel Mariën reproduit le prospectus annonçant la publication de L'invention collective et la totalité des pages des deux numéros dans L'activité surréaliste en Belgique (1924-1950) (p. 310-321).

## Éléments de bibliographie
- Marcel Mariën, L'activité surréaliste en Belgique (1924-1950), Bruxelles, Lebeer-Hossmann, 1979.
- René Magritte et le Surréalisme belge, textes de Elle et Lui [Irène Hamoir et Louis Scutenaire], Marcel Mariën, Marc Dachy et Philippe Robert-Jones, Bruxelles, Musée royaux des Beaux-Arts de Belgique, 1982 (plusieurs reproductions p. 296-207)
- Michel Draguet, Magritte, folio biographies, Gallimard, 2014, p. 279-280